# Lijst van gouverneurs van Colorado
Dit is een lijst met gouverneurs van de Amerikaanse staat Colorado. Voordat Colorado een staat werd had zij de status van territorium.

## Territoriale Gouverneurs
| Naam                   | Termijn   | Partij      |
| ---------------------- | --------- | ----------- |
| William Gilpin         | 1861-1862 | Republikein |
| John Evans             | 1862-1865 | Republikein |
| Alexander Cummings     | 1865-1867 | Republikein |
| Alexander Cameron Hunt | 1867-1869 | Republikein |
| Edward McCook          | 1869-1873 | Republikein |
| Samuel Hitt Elbert     | 1873-1874 | Republikein |
| Edward McCook          | 1874-1875 | Republikein |
| John Long Routt        | 1875-1876 | Republikein |

## Gouverneurs van Colorado (1876–heden)
| Nr. | Gouverneur van Colorado Governor of Colorado | Gouverneur van Colorado Governor of Colorado | Gouverneur van Colorado Governor of Colorado | Ambtstermijn    | Ambtstermijn    | Partij(en) | Verkiezing(en) |
| --- | -------------------------------------------- | -------------------------------------------- | -------------------------------------------- | --------------- | --------------- | ---------- | -------------- |
| 1   |                                              | John Routt                                   | John Routt (1826–1907)                       | 3 november 1876 | 15 januari 1879 | R          | 1876           |
| 2   |                                              | Frederick Pitkin                             | Frederick Pitkin (1837–1886)                 | 15 januari 1879 | 10 januari 1883 | R          | 1878           |
| 2   | 1880                                         | Frederick Pitkin                             | Frederick Pitkin (1837–1886)                 | 15 januari 1879 | 10 januari 1883 | R          |                |
| 3   |                                              | James Grant                                  | James Grant (1848–1911)                      | 10 januari 1883 | 15 januari 1885 | D          | 1882           |
| 4   |                                              | Benjamin Eaton                               | Benjamin Eaton (1833–1904)                   | 15 januari 1885 | 10 januari 1887 | R          | 1884           |
| 5   |                                              | Alva Adams                                   | Alva Adams (1850–1922)                       | 10 januari 1887 | 8 januari 1889  | D          | 1886           |
| 6   |                                              | Job Cooper                                   | Job Cooper (1843–1899 )                      | 8 januari 1889  | 15 januari 1891 | D          | 1888           |
| 7   |                                              | John Routt                                   | John Routt (1826–1907)                       | 15 januari 1891 | 10 januari 1893 | R          | 1890           |
| 8   |                                              | Davis Waite                                  | Davis Waite (1825–1901)                      | 10 januari 1893 | 10 januari 1895 | P          | 1892           |
| 9   |                                              | Albert McIntire                              | Albert McIntire (1853–1935)                  | 10 januari 1895 | 13 januari 1897 | R          | 1894           |
| 10  |                                              | Alva Adams                                   | Alva Adams (1850–1922)                       | 13 januari 1897 | 10 januari 1899 | D          | 1896           |
| 11  |                                              | Charles Thomas                               | Charles Thomas (1849–1934)                   | 10 januari 1899 | 10 januari 1901 | D          | 1898           |
| 12  |                                              | AJames Orman                                 | James Orman (1849–1919)                      | 10 januari 1901 | 13 januari 1903 | D          | 1900           |
| 13  |                                              | James Peabody                                | James Peabody (1852–1917)                    | 13 januari 1903 | 10 januari 1905 | R          | 1902           |
| 14  |                                              | Alva Adams                                   | Alva Adams (1850–1922)                       | 10 januari 1905 | 15 maart 1906   | D          | 1904           |
| 15  |                                              | James Peabody                                | James Peabody (1852–1917)                    | 15 maart 1906   | 16 maart 1906   | R          | 1904           |
| 16  |                                              | Jesse McDonald                               | Jesse McDonald (1858–1942)                   | 16 maart 1906   | 7 januari 1907  | R          | 1904           |
| 17  |                                              | Henry Buchtel                                | Henry Buchtel (1847–1924)                    | 7 januari 1907  | 12 januari 1909 | R          | 1906           |
| 18  |                                              | John Shafroth                                | John Shafroth (1854–1922)                    | 12 januari 1909 | 13 januari 1913 | D          | 1908           |
| 18  | 1910                                         | John Shafroth                                | John Shafroth (1854–1922)                    | 12 januari 1909 | 13 januari 1913 | D          |                |
| 19  |                                              | Elias Ammons                                 | Elias Ammons (1860–1925)                     | 13 januari 1913 | 15 januari 1915 | D          | 1912           |
| 20  |                                              | George Carlson                               | George Carlson (1876–1926)                   | 15 januari 1915 | 10 januari 1917 | R          | 1914           |
| 21  |                                              | Julius Gunter                                | Julius Gunter (1858–1940)                    | 10 januari 1917 | 15 januari 1919 | D          | 1916           |
| 22  |                                              | Oliver Shoup                                 | Oliver Shoup (1869–1940)                     | 15 januari 1919 | 10 januari 1923 | R          | 1918           |
| 22  | 1920                                         | Oliver Shoup                                 | Oliver Shoup (1869–1940)                     | 15 januari 1919 | 10 januari 1923 | R          |                |
| 23  |                                              | William Sweet                                | William Sweet (1869–1942)                    | 10 januari 1923 | 10 januari 1925 | D          | 1922           |
| 24  |                                              | Clarence Morley                              | Clarence Morley (1869–1948)                  | 10 januari 1925 | 10 januari 1927 | R          | 1924           |
| 25  |                                              | Billy Adams                                  | Billy Adams (1861–1954)                      | 10 januari 1927 | 10 januari 1933 | D          | 1926           |
| 25  | 1928                                         | Billy Adams                                  | Billy Adams (1861–1954)                      | 10 januari 1927 | 10 januari 1933 | D          |                |
| 25  | 1930                                         | Billy Adams                                  | Billy Adams (1861–1954)                      | 10 januari 1927 | 10 januari 1933 | D          |                |
| 26  |                                              | Edwin Johnson                                | Edwin Johnson (1874–1970)                    | 10 januari 1933 | 1 januari 1937  | D          | 1932           |
| 26  | 1934                                         | Edwin Johnson                                | Edwin Johnson (1874–1970)                    | 10 januari 1933 | 1 januari 1937  | D          |                |
| 27  |                                              | Ray Talbot                                   | Ray Talbot (1896–1955)                       | 1 januari 1937  | 13 januari 1937 | D          |                |
| 28  |                                              | Teller Ammons                                | Teller Ammons (1895–1972)                    | 13 januari 1937 | 10 januari 1939 | D          | 1936           |
| 29  |                                              | Ralph Carr                                   | Ralph Carr (1887–1950)                       | 10 januari 1939 | 13 januari 1943 | R          | 1938           |
| 29  | 1940                                         | Ralph Carr                                   | Ralph Carr (1887–1950)                       | 10 januari 1939 | 13 januari 1943 | R          |                |
| 30  |                                              | John Vivian                                  | John Vivian (1887–1964)                      | 13 januari 1943 | 15 januari 1947 | R          | 1942           |
| 30  | 1944                                         | John Vivian                                  | John Vivian (1887–1964)                      | 13 januari 1943 | 15 januari 1947 | R          |                |
| 31  |                                              | William Knous                                | William Knous (1889–1959)                    | 15 januari 1947 | 15 april 1950   | D          | 1946           |
| 31  | 1948                                         | William Knous                                | William Knous (1889–1959)                    | 15 januari 1947 | 15 april 1950   | D          |                |
| 32  |                                              | Walter Johnson                               | Walter Johnson (1904–1987)                   | 15 april 1950   | 10 januari 1951 | D          |                |
| 33  |                                              | Dan Thornton                                 | Dan Thornton (1911–1976)                     | 10 januari 1951 | 10 januari 1955 | R          | 1950           |
| 33  | 1952                                         | Dan Thornton                                 | Dan Thornton (1911–1976)                     | 10 januari 1951 | 10 januari 1955 | R          |                |
| 34  |                                              | Edwin Johnson                                | Edwin Johnson (1874–1970)                    | 10 januari 1955 | 7 januari 1957  | D          | 1954           |
| 35  |                                              | Stephen McNichols                            | Stephen McNichols (1914–1997)                | 7 januari 1957  | 8 januari 1963  | D          | 1956           |
| 35  | 1958                                         | Stephen McNichols                            | Stephen McNichols (1914–1997)                | 7 januari 1957  | 8 januari 1963  | D          |                |
| 36  |                                              | John Love                                    | John Love (1916–2002)                        | 8 januari 1963  | 16 juli 1973    | R          | 1962           |
| 36  | 1966                                         | John Love                                    | John Love (1916–2002)                        | 8 januari 1963  | 16 juli 1973    | R          |                |
| 36  | 1970                                         | John Love                                    | John Love (1916–2002)                        | 8 januari 1963  | 16 juli 1973    | R          |                |
| 37  |                                              | John Vanderhoof                              | John Vanderhoof (1922–2013)                  | 16 juli 1973    | 15 januari 1975 | R          |                |
| 38  |                                              | Richard Lamm                                 | Richard Lamm (1935–2021)                     | 15 januari 1975 | 11 januari 1987 | D          | 1974           |
| 38  | 1978                                         | Richard Lamm                                 | Richard Lamm (1935–2021)                     | 15 januari 1975 | 11 januari 1987 | D          |                |
| 38  | 1982                                         | Richard Lamm                                 | Richard Lamm (1935–2021)                     | 15 januari 1975 | 11 januari 1987 | D          |                |
| 39  |                                              | Roy Romer                                    | Roy Romer (1928)                             | 11 januari 1987 | 12 januari 1999 | D          | 1986           |
| 39  | 1990                                         | Roy Romer                                    | Roy Romer (1928)                             | 11 januari 1987 | 12 januari 1999 | D          |                |
| 39  | 1994                                         | Roy Romer                                    | Roy Romer (1928)                             | 11 januari 1987 | 12 januari 1999 | D          |                |
| 40  |                                              | Bill Owens                                   | Bill Owens (1950)                            | 12 januari 1999 | 10 januari 2007 | R          | 1998           |
| 40  | 2002                                         | Bill Owens                                   | Bill Owens (1950)                            | 12 januari 1999 | 10 januari 2007 | R          |                |
| 41  |                                              | Bill Ritter                                  | Bill Ritter (1956)                           | 10 januari 2007 | 11 januari 2011 | D          | 2006           |
| 42  |                                              | John Hickenlooper                            | John Hickenlooper (1952)                     | 11 januari 2011 | 9 januari 2019  | D          | 2010           |
| 42  | 2014                                         | John Hickenlooper                            | John Hickenlooper (1952)                     | 11 januari 2011 | 9 januari 2019  | D          |                |
| 43  |                                              | Jared Polis                                  | Jared Polis (1975)                           | 9 januari 2019  | heden           | D          | 2018           |
| 43  | 2022                                         | Jared Polis                                  | Jared Polis (1975)                           | 9 januari 2019  | heden           | D          |                |

(D): Democraat · (R): Republikein · (O): Onafhankelijk